# Montesquieu, Lot-et-Garonne
Montesquieu är en kommun i departementet Lot-et-Garonne i regionen Nouvelle-Aquitaine i sydvästra Frankrike. Kommunen ligger i kantonen Lavardac som tillhör arrondissementet Nérac. År 2022 hade Montesquieu 744 invånare.

## Befolkningsutveckling
Antalet invånare i kommunen Montesquieu
| Referens: INSEE |